# David Blumer
David Blumer (* 28. Februar 1986) ist ein  Schweizer ehemaliger Fußballspieler, der als Stürmer eingesetzt wurde.

## Karriere
David Blumer begann seine Karriere beim Reserveteam der Grasshoppers und wechselte schliesslich in deren erste Mannschaft. Später wurde er für eine Saison an den FC Thun ausgeliehen und wechselte schliesslich zum FC Wil. Im Frühling 2010 wurde David Blumer vom Verband suspendiert, wegen Verdachts auf Beteiligung am damaligen Wettskandal. Im Mai wurde er vom SFV für zwei Jahre gesperrt. 2012 stellte sich heraus, dass Blumer unschuldig war. Er wurde freigesprochen.
2012 setzte Blumer seine Karriere im Amateurbereich beim SC YF Juventus fort. Im ersten Spiel schoss Blumer in seinem 34-Minuten-Einsatz sogleich zwei Tore zum 3:1-Sieg. Später spielte er bei United Zürich und FC Seefeld ZH.

### Internationale Karriere
Für die Schweiz U21 spielte Blumer von 2006 bis 2008 sechs Testspiele. Er stand nur einmal in der Startelf.